# Prusice
Prusice là một thị trấn thuộc huyện Trzebnicki, tỉnh Dolnośląskie ở miền tây nam Ba Lan. Thị trấn có diện tích 11 km². Đến ngày 1 tháng 1 năm 2011, dân số của thị trấn là 2185 người và mật độ 200 người/km².